# 大沖
大沖（だいおき、1984年2月6日 - ）は、日本の漫画家。広島県江田島市出身。男性。
『まんがタイムきららキャラット』にて数回の読み切り掲載を経て、2008年2月号から『はるみねーしょん』の連載を開始。『月刊コミックブレイド』にて、2009年2月号から『ひらめきはつめちゃん』の連載を開始。また「ダイオキシン」というサークルで同人活動も行っている。

## 作風
絵柄は線が少なく、キャラクターの頭身は低め。頭身の高い人物を描く事もある。「＼すげえ／」「＼やべえ／」といった独特な吹き出しを使用する。キャラクターの目の描き方としては、丸で黒部分が多い、もしくは一本線のみのシンプルなものを描く。

## 人物
よく筆名の読みを「おおおき」と間違われるらしく「はるみねーしょん」1巻の作者紹介の所では「だいおき」であることを強調したり、名前部分に振り仮名が付記されることがある。
漫画家のかきふらいとは同人時代より交流がある。また一時あらゐけいいちのアシスタントと言われていた時期があったが実際にやっていたのは画像検索の手伝い・デジタル作業の代行の程度であり、師弟関係ではなく同業仲間の先輩・後輩の関係にある。
広島東洋カープのファンである。

## 作品リスト

### 連載
- はるみねーしょん（『まんがタイムきららキャラット』2007年8月号[8]、10月号[9]（ゲスト）、2008年2月号[8] - 2019年8月号[8]、全8巻）
- ひらめきはつめちゃん（『月刊コミックブレイド』2009年2月号 - 2015年11月、全6巻）
- わくわくろっこモーション（『電撃大王GENESIS』2010年SUMMER[10] - 2012年Vol.6[11]→『コミック電撃だいおうじ』2013年VOL.1[12] - 2016年VOL.39[13]、全3巻）
- たのしいたのししま（『別冊少年マガジン』2017年10月号[14] - 2018年10月号[15]、全2巻）
- 小学生半沢直樹くん（『マガジンポケット』2020年3月22日 - 2020年6月21日）
- こわい男とへんなねこ（『ツイ4』2022年1月11日[16] - 2023年1月6日、全3巻）
- 保護者な魔王と子ども勇者（『ツイ4』[17]2023年11月30日[18] - 、全3巻）

### 読み切り
- 漠然とした（『まんがタイムきららカリノ』Vol.1）[19]
- 机上の空論（『まんがタイムきららカリノ』Vol.4）[19]
- へんなくらしに（『コミック電撃だいおうじ』VOL.100付録小冊子『アニバーサリーだいおうじ』[20]）
- 500年後のかこ（『コミック電撃だいおうじ』VOL.121[21]） - 「10周年記念読切フェスティバル！」企画作品[21]。

### その他
- とらのあな 東方ソフビシリーズ01 あたいチルノ（とらのあな、フィギュア） - 原型イラスト
- とらのあな 東方ソフビシリーズ09 博麗の霊夢（とらのあな、フィギュア） - 原型イラスト
- とらのあな 東方ソフビ【ミニ】シリーズ01 あたいチルノ（とらのあな、フィギュア） - 原型イラスト
- とらのあな 東方ソフビ【ミニ】シリーズ09 博麗の霊夢（とらのあな、フィギュア） - 原型イラスト
- とらのあな 東方幻想列伝 02 東風谷早苗 完成品 - 冊子の漫画
- SPRING☆FOOL（とらのあな、音楽CD） - ジャケットイラスト
- とらのあな 東方懐中時計09 〜氷の妖精『チルノ』 - 文字盤イラスト
- エスプリト1巻特典冊子 - 1ページ漫画
- 謎部のアレ。 - 1巻ゲストページ
- けいおん! - 1巻及び2巻ゲストページ
- けいおん!アンソロジーコミック - 1巻、4巻
- 涼宮ハルヒの祝祭 ハルヒコミックアンソロジー - 『ある意味閉鎖空間』
- 僕のアキバ.com - マスコットキャラクターキャラクターデザイン及び四コマ漫画
- あずまんが大王10周年記念ムック『大阪万博』トリビュートコミック - 8ページ漫画
- ひだまりスケッチ×☆☆☆ - 第2話提供バックイラスト
- 快盗天使ツインエンジェル2 カードコレクション
- BSフジ ジャパコンTV - アニメーションキャラクターデザイン
- Aチャンネル アンソロジーコミック - 1巻
- 魔法少女まどか☆マギカ アンソロジーコミック - 1巻
- きららファンタジア - キャラクターデザイン、シナリオ、監修
- ウマ娘 プリティーダービー アンソロジーコミック STAR - 第1巻
- であいもん 公式コミックアンソロジー ~縁~